# Nobiltà bresciana

Corona propria del titolo di patrizio della città di Brescia

La nobiltà bresciana o patriziato bresciano fu una classe sociale privilegiata della città di Brescia dall'epoca medievale e comunale per poi passare nella Repubblica di Venezia sino al Regno Lombardo-Veneto. La nobiltà venne ufficialmente integrata in quella nazionale nel 1861 con l'annessione del Lombardo-Veneto al neonato Regno d'Italia. Il sistema nobiliare bresciano si era strutturato in maniera molto simile a quello tedesco.
A Brescia il primo elenco di nobiltà stilato ufficialmente fu la Matricola Malatestiana dell'anno 1406 redatta da Pandolfo Malatesta che catalogava tutti i nobili rurali viventi in provincia. Da lì a poco si sarebbe susseguita l'annessione di Brescia alla Repubblica di Venezia, il 5 settembre 1428.

Palazzo della Loggia, dove si riuniva il Consiglio di Brescia

Questo evento viene definito come la "Serrata", in cui il consiglio di Brescia fu ristretto ai soli aristocratici su imitazione della forma di governo della Serenissima. Da questo momento si possono chiaramente distinguere le famiglie Patrizie, ovvero coloro le quali avevano almeno un membro che sedeva nel Consiglio di Brescia, organo di governo della città e provincia che deteneva i diritti e le prerogative sovrane, seppur sempre e comunque subordinato all'autorità superiore della Repubblica di Venezia di cui ora Brescia faceva parte.
Proprio grazie a queste prerogative sovrane il Consiglio poteva rendersi "fons honorum" e creare nuovi patrizi di propria iniziativa aumentando il numero di consiglieri che una volta entrati in possesso della carica garantivano alla propria discendenza la titolatura patrizia.

## Patrizi veneti e bresciani
Doveroso è ricordare la differenza tra Patrizi Bresciani e Patrizi Veneti, i primi erano Nobili che partecipavano all'amministrazione cittadina. I secondi invece erano coloro che sedevano nel consiglio di Venezia, si può dunque dire che nonostante il titolo di patrizio sia eguale, l'importanza dei Patrizi Venti superava di gran lunga quella dei Patrizi Bresciani che erano di grado effettivo inferiore rispetto alla controparte Veneta. Il possesso di un titolo non escludeva tuttavia l'altro, vi furono famiglie che ottennero entrambi i patriziati tra cui: Martinengo, Fenaroli, Avogadro...

## Struttura della nobiltà
Come già detto in precedenza la Nobiltà nel Bresciano assunse i connotati di quella tedesca, ovvero primeggiavano i Conti, seguiti dai Baroni, Nobili e infine i Signori feudali. Rarissimi furono i titoli marchionali concessi sul suolo bresciano e mai vi furono feudi nel bresciano di rango vicecomitale, ducale o principesco, questo non esclude che alcune famiglie vissute in Brescia abbiano potuto fregiarsi di suddetti titoli sempre e comunque legati a feudi esterni alla Provincia di Brescia.

## Elenco delle famiglie nobili e patrizie
Famiglie con almeno un esponente avente diritto di sedersi al consiglio di Brescia nella data della sua abolizione (1796)
1. Almici
2. Alventi
3. Appiani
4. Archetti
5. Arici
6. Armanni
7. Averoldi
8. Avogadro
9. Avoltori
10. Balucanti
11. Barbera
12. Barbisoni
13. Barboglio
14. Bargnani
15. Bocca
16. Bona
17. Bonati
18. Borgondio
19. Bornati
20. Briggia
21. Brognoli
22. Brunelli
23. Cagnola
24. Calini
25. Calini-Carini
26. Canipari
27. Caprioli
28. Carenzoni
29. Carini
30. Carrara
31. Cavalli
32. Chinelli
33. Chizzola
34. Cigola
35. Cinaglia
36. Cirimbelli
37. Conforti
38. Conter
39. Corradelli
40. Covi
41. Crotta
42. Cucchi
43. Ducco
44. Duranti
45. Emilii
46. Federici
47. Fenaroli
48. Feroldi
49. Ferraroli
50. Fisogni
51. Foresti
52. Gaifami
53. Galanti
54. Gambara
55. Ganassoni
56. Garbelli
57. Ghidelli
58. Gigli
59. Girelli
60. Gorno
61. Guaineri
62. Guarneri
63. Lana de' Terzi
64. Lantieri di Paratico
65. Lizzari
66. Lodetti
67. Lodi
68. Longhena
69. Longo
70. Luzzago
71. Maggi
72. Manerba
73. Marasini
74. Martinengo
75. Masperoni
76. Mazzola
77. Mazzucchelli
78. Medici
79. Metelli
80. Mignani
81. Mondella
82. Monti
83. Montini
84. Moro
85. Nassino
86. Negroboni
87. Ochi
88. Oldofredi
89. Olmo
90. Ottonelli
91. Pace
92. Padovani
93. Palazzi
94. Patussi
95. Pavoni
96. Pedrocca
97. Peroni
98. Peschera
99. Pilati
100. Pizzoni
101. Poncarali
102. Pontoglio
103. Provaglio
104. Pulusella
105. Richiedei
106. Riva
107. Roncalli
108. Rosa (di)
109. Rossa
110. Rovello
111. Sabelli
112. Sala
113. Sangervasi
114. Savallo
115. Schilini
116. Scovolo
117. Secco d'Aragona
118. Serina
119. Solar d'Asti
120. Soldo
121. Soncini Cestini
122. Soncini Corvini
123. Suardi
124. Terzi
125. Tomasi
126. Trussi
127. Uggeri
128. Ugoni
129. Valossi
130. Valotti
131. Violini
132. Zamara
133. Zambelli
134. Zanetti
135. Zola

## Elenco famiglie Nobili e Patrizie Estinte
Famiglie che ebbero nel corso della storia almeno un esponente seduto nel consiglio patrizio di Brescia ma che risultano alla data della sua abolizione (1796) estinte o di cui non si conosce la sorte.
1. Acerbi
2. Adorni
3. Aleni
4. Alberghini
5. Ardesi
6. Arzignani
7. Baigueri
8. Baitelli
9. Bellasi
10. Bianchi
11. Boccaccio
12. Brusati
13. Calzavacca
14. Calzaveglia
15. Campana
16. Caravaggi
17. De' Capitani di Scalve
18. Castelli
19. Cazzamali
20. Ceni
21. Ceruti
22. Cesareni
23. Cleri
24. Comotti
25. Confalonieri
26. Della Corte
27. Dello
28. Faita
29. Fasani
30. Faustini
31. Gaetani
32. Gando
33. Gandini
34. Gatto
35. Grati
36. Ippoliti
37. Lamberti
38. Lantani
39. Lavellongo
40. Lollio
41. Lovantini
42. Malvezzi
43. Marini
44. Mercandoni
45. Merlini
46. De Montibus
47. Monza
48. Negroni
49. Offlaga
50. Oriani
51. Ostiani
52. Pagnani
53. Paitoni
54. Pesce
55. Pesenti
56. Pochipanni
57. Polini
58. Pontevichi
59. Ponzoni
60. Porcellaga
61. Prati
62. Quaranta
63. Ricciardi
64. Roberti
65. Rodengo
66. Rossi
67. Rovati
68. Rozzoni
69. Saiani
70. Savoldi degli Orsi
71. Scalvini
72. Scanzi
73. Seriati
74. Stella
75. Tarelli
76. Tiberi
77. Volpi
78. Zaniboni
79. Zanucchi-Scaglia
80. Zoni

## Elenco delle famiglie Nobili Bresciane non Patrizie
1. Bettoni-Cazzago
2. Fè d'Ostiani
3. Lechi
4. Rampinelli
5. Feltrinelli
6. Rota
7. Corniani
8. Fioravanti-Zuanelli
9. Pellizzari
10. Tracagni
11. Barboglio
12. Folonari
13. Romei-Longhena
14. Seccamani-Mazzoli
15. Piazzoni
16. Sigismondi
17. Torri
18. Treccani degli Alfieri

## Elenco delle famiglie Nobili non Bresciane non Patrizie ma residenti in Brescia
1. Panciera di Zoppola
2. Salvadego Molin
3. Passi
4. Martinoni-Caleppio
5. Fassati
6. Biglione
7. Pizzini-Piomarta
8. Anelli
9. Porro Schiaffinati
10. Viganotti-Giusti
11. Biondelli
12. Barattieri
13. Masetti Zannini
14. Boschi
15. Sanvitale
16. Balestrieri
17. Navarini
18. Cantoni-Marca
19. Pagani-Cesa
20. Marzano
21. Borghese
22. Cavazza

## Numero famiglie nobili per Rango
Numero delle famiglie Nobili residenti o aventi feudi in Provincia di Brescia classificate per rango.
| Rango Familiare                                   | Numero di Famiglie |
| ------------------------------------------------- | ------------------ |
| Ducali o Principesche escludendo i Patrizi Veneti | 2                  |
| Patrizie Venete (equiparate al rango Ducale)      | 6                  |
| Marchionali                                       | 9                  |
| Comitali                                          | 42                 |
| Vicecomitali                                      | 0                  |
| Baronali                                          | 2                  |
| Nobiliari                                         | 105                |